# STAR
STAR (англ. Steroidogenic acute regulatory protein) – білок, який кодується однойменним геном, розташованим у людей на 8-й хромосомі. Довжина поліпептидного ланцюга білка становить 285 амінокислот, а молекулярна маса — 31 914.
| 10         |  | 20         |  | 30         |  | 40         |  | 50         |
| ---------- |  | ---------- |  | ---------- |  | ---------- |  | ---------- |
| MLLATFKLCA |  | GSSYRHMRNM |  | KGLRQQAVMA |  | ISQELNRRAL |  | GGPTPSTWIN |
| QVRRRSSLLG |  | SRLEETLYSD |  | QELAYLQQGE |  | EAMQKALGIL |  | SNQEGWKKES |
| QQDNGDKVMS |  | KVVPDVGKVF |  | RLEVVVDQPM |  | ERLYEELVER |  | MEAMGEWNPN |
| VKEIKVLQKI |  | GKDTFITHEL |  | AAEAAGNLVG |  | PRDFVSVRCA |  | KRRGSTCVLA |
| GMATDFGNMP |  | EQKGVIRAEH |  | GPTCMVLHPL |  | AGSPSKTKLT |  | WLLSIDLKGW |
| LPKSIINQVL |  | SQTQVDFANH |  | LRKRLESHPA |  | SEARC      |  |            |

A: Аланін

C: Цистеїн

D: Аспарагінова кислота

E: Глутамінова кислота

F: Фенілаланін

G: Гліцин

H: Гістидин

I: Ізолейцин

K: Лізин

L: Лейцин

M: Метіонін

N: Аспарагін

P: Пролін

Q: Глутамін

R: Аргінін

S: Серин

T: Треонін

V: Валін

W: Триптофан

Кодований геном білок за функцією належить до фосфопротеїнів. 
Задіяний у таких біологічних процесах, як транспорт, транспорт ліпідів. 
Білок має сайт для зв'язування з ліпідами. 
Локалізований у мітохондрії.